# マイホーム (関ジャニ∞の曲)
『マイホーム』は、関ジャニ∞の楽曲。2011年5月11日にインペリアルレコードから17枚目のシングルとして発売された。

## 概要
- 前作『T.W.L/イエローパンジーストリート』から約1か月振りのリリース。シングル3か月連続リリース第2弾。
- CDは初回限定盤、通常盤の2形態で発売。
- 表題曲「マイホーム」は、春の温かさを思わせる、ほがらかなミディアム・テンポの楽曲となっている[12]。
  - 3作連続、通算3曲目のシングルでのバンド曲である。
  - 同曲は、メンバーの錦戸亮が主演するテレビ朝日系金曜ナイトドラマ『犬を飼うということ〜スカイと我が家の180日〜』の主題歌である[11]。
  - メンバーが主演する連続ドラマの主題歌を務めるのは、同曲で初である。
- カップリングの「二人の花」「はにかみオブリガード」は、前者はメンバーの大倉忠義と丸山隆平、後者は横山裕と村上信五のユニット曲である。
  - 通常盤のみ収録[11]。
  - 両曲は、2010年に開催されたライブツアー『KANJANI∞ LIVE TOUR 2010→2011 8UPPERS』アリーナ公演のみで披露されていた楽曲[11]。同ツアーはDVD/Blu-ray化されているが、同曲を披露した公演は収録されなかった。
    - その後、2019年に開催されたライブツアー『十五祭』にて再び披露され、同ライブで披露した模様はDVD/Blu-ray化された。尚、同ライブ披露時の「はにかみオブリガード」は、横山と村上がそれぞれの担当楽器を演奏するアレンジとなっており、原曲アレンジでの披露は2022年3月現在映像化されていない。
- その他、全形態共通のカップリングとして「Baby Moonlight」を収録[11]。
- 初回限定盤の特典DVDには、表題曲「マイホーム」のミュージック・ビデオとメイキング映像を収録[11]。
- 本作と前作『T.W.L/イエローパンジーストリート』と次作『365日家族』のシングル3ヶ月連続リリース合同企画として、『KANJANI∞ [∞(chain)GIFT]』を実施[13]。
  - 本作を店頭で購入すると配布された「KANJANI∞ [∞(chain)GIFT] 応募券」にて応募すると、「『マイホーム』携帯待ち受けフラッシュ」が2011年6月30日までダウンロード出来た[14]。
  - 2011年7月15日 - 31日、前述の3作の合同企画として、「[∞(chain)GIFT] FLASH FOU YOU!」と題した各コンテンツが期間限定で配信された[13]。配信内容は以下の通り（原文ママ）。

1. 約3ヵ月間のカレンダー機能
2. あなただけに贈るメンバーの日替わりコメント
3. 特別な日にはお楽しみ機能あり
4. 電池・電波で変化 など
- 2024年1月1日、デビュー20周年を記念し、過去にリリースされた全楽曲が各種音楽ダウンロードサービス、サブスクリプションサービスで配信されることに伴い、表題曲「マイホーム」がベストアルバム『8EST』の収録曲、同年1月24日には同曲がアルバム『FIGHT』の収録曲として配信開始され、同年1月31日には本作の全収録曲の配信も開始された[15][16][17]。

### 各形態概要
| 曲名                               | 形態 | 形態 |
| 曲名                               | 初回 | 通常 |
| ---------------------------------- | ---- | ---- |
| Baby Moonlight                     | ○    | ○    |
| 二人の花（丸山・大倉）             | ×    | ○    |
| はにかみオブリガード（横山・村上） | ×    | ○    |

| 特典内容                                     | 形態                   |
| -------------------------------------------- | ---------------------- |
| 特典DVD（詳細は#特典DVDを参照）              | 初回限定盤             |
| KANJANI∞ [∞(chain)GIFT] 「マイホーム」応募券 | 全形態（初回プレス分） |
| Music Clipメイキングフォト                   | 通常盤（初回プレス分） |
| マイホームステッカー                         | 通常盤（初回プレス分） |

## 販売形態
- 発売日：2011年5月11日
  - 初回限定盤（TECI-825：CD+DVD）
  - 通常盤（TECI-826：CD）
    - Music Clipメイキングフォト封入（初回プレス盤のみ）
    - マイホームステッカー封入（初回プレス盤のみ）
- 発売日：2015年7月1日
  - 通常盤：再発売（JACA-5533：CD）
    - 自身の所属レコード会社を『テイチクエンタテインメント』から『INFINITY RECORDS』へ移籍したため、INFINITY RECORDSより再発売。
- 発売日：2019年7月12日
  - 通常盤：十五催ハッピープライス盤（JSNC-1517：CD）
    - 自身の配信アプリ『関ジャニ∞アプリ』対応のため、15%オフでの再発売。
- 発売日：2024年1月31日
  - 配信作品
    - デビュー20周年を記念した音楽ダウンロードサービスおよびサブスクリプションサービスでの配信[15][16][17]。

## チャート成績

### シングルチャート順位
- オリコンチャート
  - 初週15.8万枚を売り上げ、2011年5月23日付の「オリコン週間 CDシングルランキング」で週間1位を獲得した[2]。
    - 4作連続、通算12作目のシングル1位となった[2]。

  - 累計179,225枚を売り上げ、2011年5月度「オリコン月間 CDシングルランキング」で月間3位を獲得した[3]。
  - 累計185,421枚を売り上げ、2011年度「オリコン上半期 CDシングルランキング」で上半期16位を獲得した[4]。
  - 累計190,942枚を売り上げ、2011年度「オリコン年間 CDシングルランキング」で年間36位を獲得した[5]。
- Billboard JAPAN
  - 2011年5月18日公開の「Billboard JAPAN Top Singles Sales」で週間1位を獲得した[7]。
  - 2011年度「Billboard Japan Top Singles Sales Year End」で年間23位を獲得した[8]。

### 各曲チャート順位
- Billboard JAPAN
  - 2011年5月18日公開の「Billboard Japan Hot 100」で表題曲「マイホーム」が週間1位を獲得した[6]。
  - 2011年度「Billboard Japan Hot 100 Year End」で表題曲「マイホーム」が年間33位を獲得した[9]。

## 収録曲

### CD
※「二人の花」以降、通常盤・配信作品のみ収録。
1. マイホーム - [4:31]
作詞・作曲：A.F.R.O
編曲：野間康介
  - テレビ朝日系金曜ナイトドラマ『犬を飼うということ〜スカイと我が家の180日〜』主題歌[11]
2. Baby Moonlight - [3:34]
作詞・作曲：TAKESHI
編曲：久米康隆、TAKESHI
3. 二人の花 / 丸山隆平・大倉忠義 - [3:35]
作詞・作曲：mArt、3104
編曲：葉山拓亮
  - 丸山・大倉のユニット曲。
4. はにかみオブリガード / 横山裕・村上信五 - [3:39]
作詞：TAKESHI
作曲：南田健吾
編曲：高橋浩一郎
  - 横山・村上のユニット曲。
5. マイホーム（オリジナルカラオケ）
6. Baby Moonlight（オリジナルカラオケ）

### 特典DVD（初回限定盤）
| #         | タイトル                       | 作詞  | 作曲・編曲 | 時間  |
| --------- | ------------------------------ | ----- | ---------- | ----- |
| 1.        | 「マイホーム」(Music Clip)     |       |            | 4:44  |
| 2.        | 「マイホーム」(メイキング映像) |       |            | 16:25 |
| 合計時間: | 合計時間:                      | 21:09 |            |       |

## 収録作品

### アルバム
マイホーム
- 5thアルバム『FIGHT』
- 1stベストアルバム『8EST』
- 2ndベストアルバム『GR8EST』(201∞限定盤 特典CD)

※メドレーの1曲として収録。

### 映像作品

#### ライブ映像
マイホーム
- 8thライブDVD/Blu-ray『KANJANI∞ 五大ドームTOUR EIGHT×EIGHTER おもんなかったらドームすいません』
- 9thライブDVD/Blu-ray『KANJANI∞ LIVE TOUR!! 8EST 〜みんなの想いはどうなんだい?僕らの想いは無限大!!〜』
- 23rdライブBlu-ray/DVD『超ARENA TOUR 2024 SUPER EIGHT』（完（CAN）全生産限定盤・初回限定盤 『SUPER EIGHTアプリ』限定配信特典映像）

二人の花
- 19thライブDVD/Blu-ray『十五祭』

はにかみオブリガード
- 19thライブDVD/Blu-ray『十五祭』